# 鵜原站
鵜原站（日语：／ Ubara eki */?）是位於千葉縣勝浦市鵜原，屬於東日本旅客鐵道（JR東日本）的外房線車站。

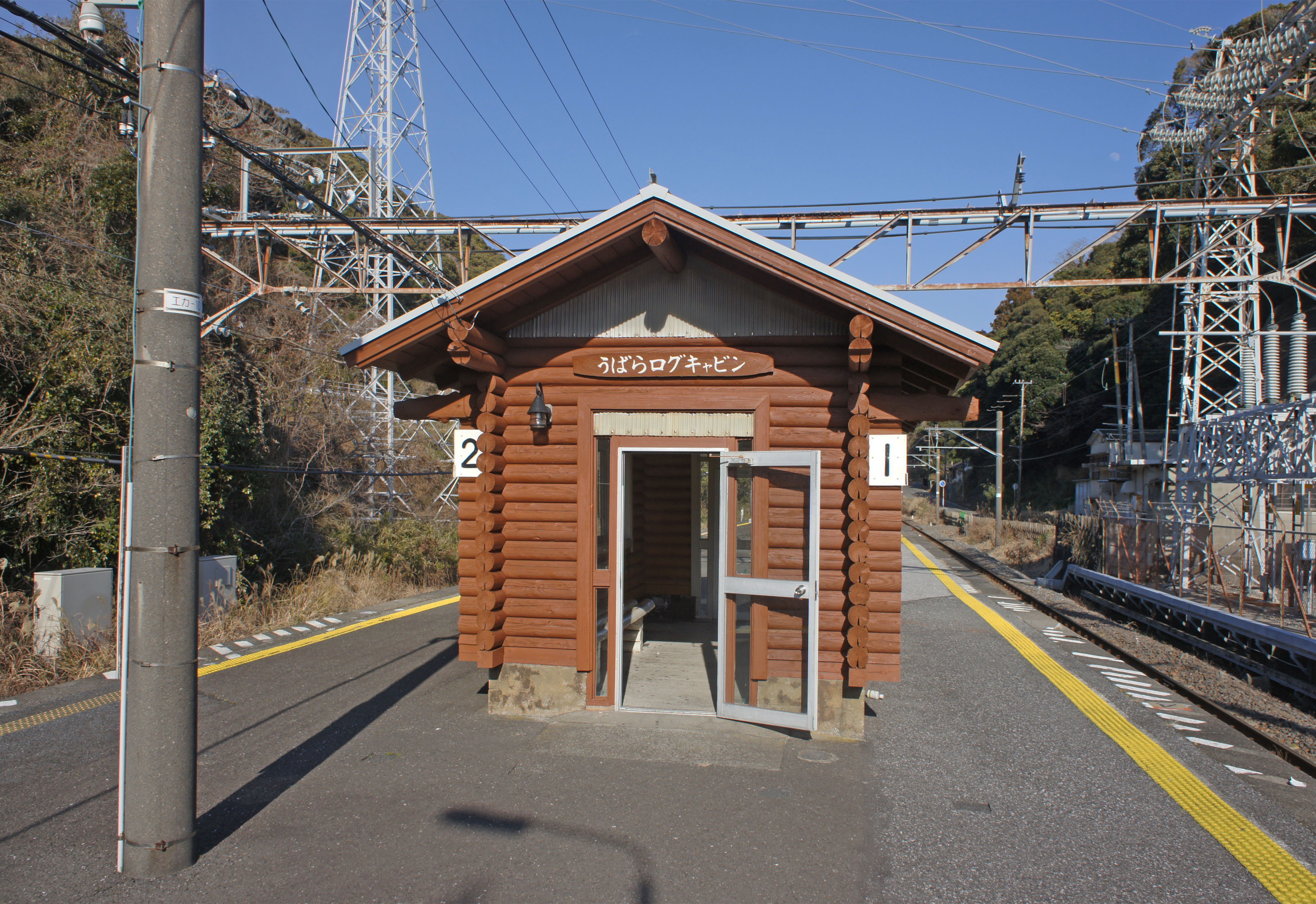
候車室（2022年2月）

## 歷史
- 1927年（昭和2年）4月1日：車站啟用[1]。
- 1972年（昭和47年）8月21日：成為無人車站。
- 1987年（昭和62年）4月1日：伴隨國鐵分割民營化，車站由東日本旅客鐵道（JR東日本）營運[1]。
- 2009年（平成21年）3月14日：此站可以使用IC卡「Suica」[2]。成為東京近郊區間區域內[2]。
- 2017年（平成29年）2月：終止簡易委託業務，再次成度無人車站。
- 2025年5月，JR東日本千葉支社與日本郵便共同宣布，鵜原站將與其約10公尺外的勝浦鵜原郵局進行建物和業務上的合併，並於6月16日由郵局的業務人員開始負責本站新站房的票口業務[3][4][5]。

## 車站構造

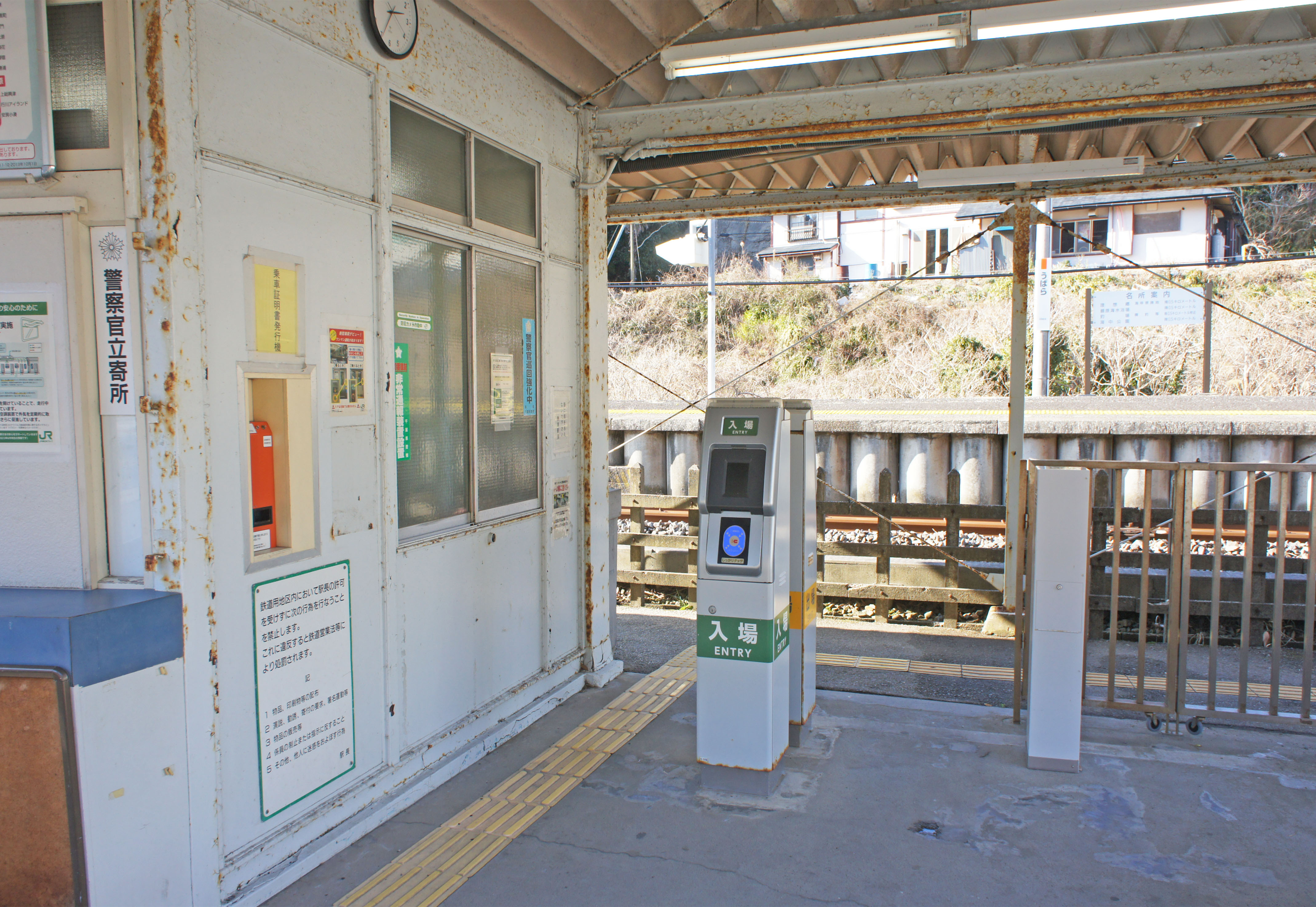
驗票口（2022年2月）

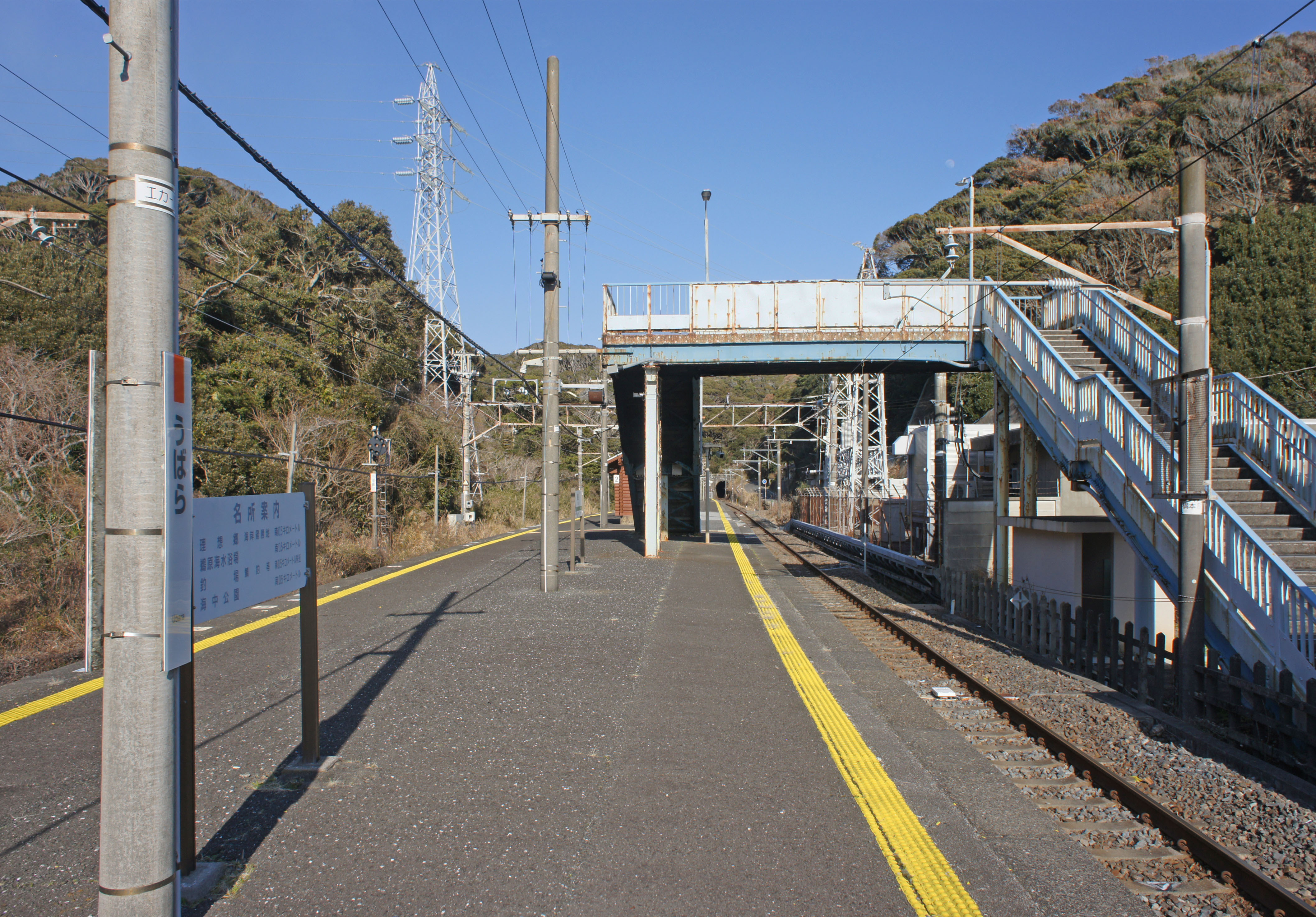
月台（2022年2月）

本站是設有1面2線島式月台的地面車站。月台沒有提高高度。站房與月台之間透過跨線橋連接。月台上設有木屋風候車室。
在國鐵末期曾經成為無人車站。後來由於有剩餘人員，此站設有特別檢查業務，在1990年度起再次成為簡易委託車站。在2017年2月，有人櫃臺結業，成為同時POS終端撤走，再度成為無人車站。廁所位於閘口外的跨線橋下，為男女共用簡易濕廁。曾經在閘口內設有男女共用的旱廁，現時已經封閉。
此站設有Suica增值機和簡易Suica閘機，沒有自動售票機。在2010年（平成22年）2月10日起，引入了外房線PRC型自動廣播系統。

### 月台
| 月台 | 路線    | 上下行 | 方向           |
| ---- | ------- | ------ | -------------- |
| 1    | ■外房線 | 下行   | 安房鴨川方向   |
| 2    | ■外房線 | 上行   | 勝浦、大網方向 |

參考
- 月台可容納10卡車廂。

## 使用狀況
在2015年（平成27年）度1日平均乘車人次為84人，以下為乘車人次變化列表：
| 乘車人次變化       | 乘車人次變化     | 乘車人次變化 |
| 年度               | 1日平均 乘車人次 | 參考資料     |
| ------------------ | ---------------- | ------------ |
| 1990年（平成02年） | 259              | [ * 1 ]      |
| 1991年（平成03年） | 240              | [ * 2 ]      |
| 1992年（平成04年） | 231              | [ * 3 ]      |
| 1993年（平成05年） | 220              | [ * 4 ]      |
| 1994年（平成06年） | 213              | [ * 5 ]      |
| 1995年（平成07年） | 190              | [ * 6 ]      |
| 1996年（平成08年） | 187              | [ * 7 ]      |
| 1997年（平成09年） | 181              | [ * 8 ]      |
| 1998年（平成10年） | 155              | [ * 9 ]      |
| 1999年（平成11年） | 159              | [ * 10 ]     |
| 2000年（平成12年） | 159              | [ * 11 ]     |
| 2001年（平成13年） | 155              | [ * 12 ]     |
| 2002年（平成14年） | 142              | [ * 13 ]     |
| 2003年（平成15年） | 128              | [ * 14 ]     |
| 2004年（平成16年） | 137              | [ * 15 ]     |
| 2005年（平成17年） | 130              | [ * 16 ]     |
| 2006年（平成18年） | 119              | [ * 17 ]     |
| 2007年（平成19年） | 105              | [ * 18 ]     |
| 2008年（平成20年） | 104              | [ * 19 ]     |
| 2009年（平成21年） | 108              | [ * 20 ]     |
| 2010年（平成22年） | 97               | [ * 21 ]     |
| 2011年（平成23年） | 80               | [ * 22 ]     |
| 2012年（平成24年） | 82               | [ * 23 ]     |
| 2013年（平成25年） | 82               | [ * 24 ]     |
| 2014年（平成26年） | 85               | [ * 25 ]     |
| 2015年（平成27年） | 84               | [ * 26 ]     |

## 車站周邊

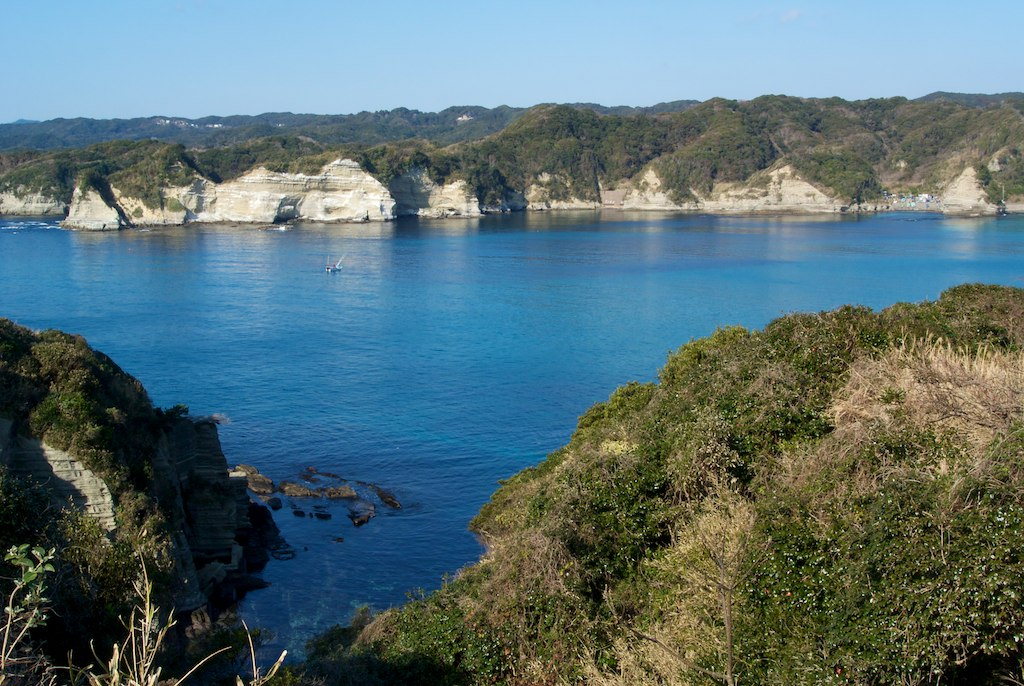
鵜原理想鄉的黄昏

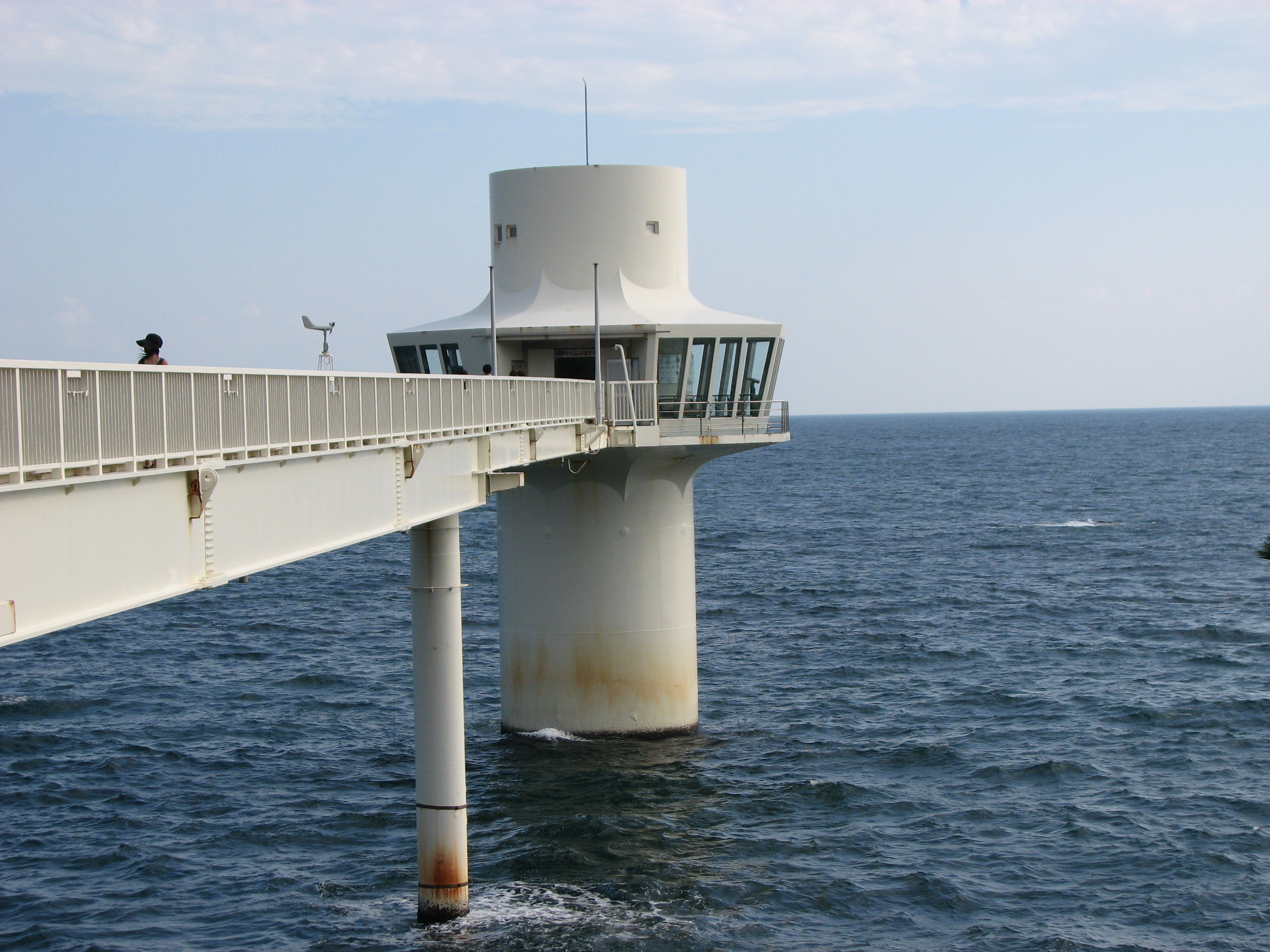
勝浦海中公園海中觀景塔

車站後於小山谷位置。站前設有勝浦鵜原郵局。沿鵜原海灘方向步行200米可到達住宿設施（民宿等）和土產商店。勝浦海中公園是在車站向鵜原海灘方向步行150米後左轉便可到達。
- 國道128號（日语：国道128号）
- 勝浦灣（日语：勝浦湾_(千葉県)）
- 尾名浦海岸
- 鵜原理想鄉（日语：鵜原理想郷）（明神岬）
- 鵜原漁港
- 鵜原海灘
- 勝浦海中公園（日语：勝浦海中公園）
- 千葉縣立中央博物館分館海之博物館
- 勝浦市立郁文小學
- 勝浦鵜原郵局
- 新勝浦市漁業協同組合勝浦潛水渡假村
- 簡保之宿勝浦
- 東急Harvest俱樂部（日语：東急ハーヴェストクラブ）勝浦
- 勝浦東急高爾夫球場
- SGT美術館（日语：SGT美術館）

## 巴士路線
| 乘車處   | 系統 | 主要途經 | 目的地       | 巴士公司 | 備註                 |
| -------- | ---- | -------- | ------------ | -------- | -------------------- |
| 鵜原站前 | 勝04 |          | 勝浦海中中心 | 小湊鐵道 | 星期六、日及假日服務 |
| 鵜原站前 | 勝04 | 松部港   | 勝浦站       | 小湊鐵道 | 星期六、日及假日服務 |

## 相鄰車站
東日本旅客鐵道（JR東日本）
■外房線
勝浦－鵜原－上總興津

## 注腳

### 使用狀況
1. ↑  千葉縣統計年鑑 （页面存档备份，存于）（日語） - 千葉縣

JR東日本2000年度以後的乘車人次
1. ↑  各駅の乗車人員（2000年度） （页面存档备份，存于）（日語） - JR東日本
2. ↑  各駅の乗車人員（2001年度） （页面存档备份，存于）（日語） - JR東日本
3. ↑  各駅の乗車人員（2002年度） （页面存档备份，存于）（日語） - JR東日本
4. ↑  各駅の乗車人員（2003年度） （页面存档备份，存于）（日語） - JR東日本
5. ↑  各駅の乗車人員（2004年度） （页面存档备份，存于）（日語） - JR東日本
6. ↑  各駅の乗車人員（2005年度） （页面存档备份，存于）（日語） - JR東日本
7. ↑  各駅の乗車人員（2006年度） （页面存档备份，存于）（日語） - JR東日本
8. ↑  各駅の乗車人員（2007年度） （页面存档备份，存于）（日語） - JR東日本
9. ↑  各駅の乗車人員（2008年度） （页面存档备份，存于）（日語） - JR東日本
10. ↑  各駅の乗車人員（2009年度） （页面存档备份，存于）（日語） - JR東日本
11. ↑  各駅の乗車人員（2010年度） （页面存档备份，存于）（日語） - JR東日本
12. ↑  各駅の乗車人員（2011年度） （页面存档备份，存于）（日語） - JR東日本
13. ↑  各駅の乗車人員（2012年度） （页面存档备份，存于）（日語） - JR東日本
14. ↑  各駅の乗車人員（2013年度） （页面存档备份，存于）（日語） - JR東日本
15. ↑  各駅の乗車人員（2014年度） （页面存档备份，存于）（日語） - JR東日本
16. ↑  各駅の乗車人員（2015年度） （页面存档备份，存于）（日語） - JR東日本

千葉縣統計年鑑
1. ↑  千葉縣統計年鑑（平成3年） （页面存档备份，存于）（日語）
2. ↑  千葉縣統計年鑑（平成4年） （页面存档备份，存于）（日語）
3. ↑  千葉縣統計年鑑（平成5年） （页面存档备份，存于）（日語）
4. ↑  千葉縣統計年鑑（平成6年） （页面存档备份，存于）（日語）
5. ↑  千葉縣統計年鑑（平成7年） （页面存档备份，存于）（日語）
6. ↑  千葉縣統計年鑑（平成8年） （页面存档备份，存于）（日語）
7. ↑  千葉縣統計年鑑（平成9年） （页面存档备份，存于）（日語）
8. ↑  千葉縣統計年鑑（平成10年） （页面存档备份，存于）（日語）
9. ↑  千葉縣統計年鑑（平成11年） （页面存档备份，存于）（日語）
10. ↑  千葉縣統計年鑑（平成12年） （页面存档备份，存于）（日語）
11. ↑  千葉縣統計年鑑（平成13年） （页面存档备份，存于）（日語）
12. ↑  千葉縣統計年鑑（平成14年） （页面存档备份，存于）（日語）
13. ↑  千葉縣統計年鑑（平成15年） （页面存档备份，存于）（日語）
14. ↑  千葉縣統計年鑑（平成16年） （页面存档备份，存于）（日語）
15. ↑  千葉縣統計年鑑（平成17年） （页面存档备份，存于）（日語）
16. ↑  千葉縣統計年鑑（平成18年） （页面存档备份，存于）（日語）
17. ↑  千葉縣統計年鑑（平成19年） （页面存档备份，存于）（日語）
18. ↑  千葉縣統計年鑑（平成20年） （页面存档备份，存于）（日語）
19. ↑  千葉縣統計年鑑（平成21年） （页面存档备份，存于）（日語）
20. ↑  千葉縣統計年鑑（平成22年） （页面存档备份，存于）（日語）
21. ↑  千葉縣統計年鑑（平成23年） （页面存档备份，存于）（日語）
22. ↑  千葉縣統計年鑑（平成24年） （页面存档备份，存于）（日語）
23. ↑  千葉縣統計年鑑（平成25年） （页面存档备份，存于）（日語）
24. ↑  千葉縣統計年鑑（平成26年） （页面存档备份，存于）（日語）
25. ↑  千葉縣統計年鑑（平成27年） （页面存档备份，存于）（日語）
26. ↑  千葉縣統計年鑑（平成28年） （页面存档备份，存于）（日語）

## 外部連結
- 車站資訊（鵜原）：東日本旅客鐵道（日語）